# Flavoxantin
A flavoxantin (E161a) egy sárgás, narancssárgás színű színanyag. A xantofillok csoportjába tartozik, és kémiailag közel áll a karotinhoz. Szinte az összes növényi eredetű táplálékban megtalálható. Ipari méretekben történő előállítása nem megoldott, ezért élelmiszer-adalékanyagként való felhasználása nem jelentős.